# Michael Stahl-David
Michael Stahl-David, född 1982 i Chicago, är en amerikansk skådespelare. Mest känd är han för rollen som Robert Hawkins i filmen Cloverfield.